# 日野市立日野第四中学校
日野市立日野第四中学校（ひのしりつ ひのだいよんちゅうがっこう）は、東京都日野市旭が丘にある公立中学校。

## 通学区域
- 旭が丘、多摩平一丁目～三丁目、西平山三丁目～五丁目、東平山二丁目21～32番地・三丁目、富士町、さくら町[1]

## 主な卒業生
- 原大智 - プロサッカー選手（京都サンガF.C.所属、U-18サッカー日本代表）

## 主な沿革
- 昭和48年 - 開校
- 昭和49年 - 標準服制定
- 昭和58年 - 創立10周年記念式典
- 昭和63年 - 給食開始
- 平成4年 - 創立30周年式典
- 平成25年 - 創立40周年記念式典
- 令和5年 - 創立50周年記念式典
- 令和6年 - 新標準服制定

## 体育祭と合唱祭
体育祭を泰花祭体育の部、合唱祭を泰花祭合唱の部とし、毎年、体育祭を5月に、合唱祭を10月に行う。